# Antiora ochromixta
Antiora ochromixta är en fjärilsart som beskrevs av Herrich-Schäffer 1856. Antiora ochromixta ingår i släktet Antiora och familjen tandspinnare. Inga underarter finns listade i Catalogue of Life.